# چاه یارمحمد (سیب و سوران)
چاه یارمحمد، روستایی در دهستان شندان بخش مرکزی شهرستان سیب و سوران در استان سیستان و بلوچستان ایران است.

## جمعیت
بر پایه سرشماری عمومی نفوس و مسکن در سال ۱۳۹۵، جمعیت این روستا برابر با ۱۰۶ نفر (۴۶ خانوار) بوده‌است.